# ابتسلي (كامبريدجشير)
ابتسلي (بالإنجليزية: Abbotsley)‏ هي قرية وأبرشية مدنية تقع في المملكة المتحدة في إنجلترا. يقدر عدد سكانها بـ 425 نسمة .